# Crataegus kansuensis
Crataegus kansuensis là loài thực vật có hoa trong họ Hoa hồng. Loài này được E.H. Wilson mô tả khoa học đầu tiên năm 1928.